# 1051

## Evenimente
- 19 mai: Regele Henric I al Franței se căsătorește cu Ana, prințesă de Kiev, în catedrala din Reims.

### Nedatate
- martie: La întoarcerea din pelerinajul de la Roma, Robert de Jumieges, arhiepiscop de Canterbury, se oprește în Normandia pentru a-l anunța pe Guillaume I că regele Eduard Confesorul al Angliei l-a desemnat ca succesor.
- mai-iunie: După un an de asediu, selgiucizii conduși de Toghrul-Beg cuceresc Isfahanul, împreună cu o parte din Irak.
- octombrie: Contele Godwin de Wessex, aflat în conflict cu regele Eduard Confesorul al Angliei, este exilat la Bruges (Flandra) împreună cu familia sa, pentru un an de zile.
- Clanul Abe se revoltă împotriva puterii centrale din Japonia; începe războiul de nouă ani din provincia Mutsu, marcând începutul ascensiunii puterii samurailor.
- Ilarion din Kiev devine primul mitropolit al Bisericii ortodoxe din statul kievean, fiind numit de către Iaroslav I cel Înțelept, fără acordul Constantinopolului.

## Arte, științe, literatură și filozofie
- Este proiectată noua Bazilică San Marco din Veneția.

## Înscăunări
- Ottone, conte de Savoia.

## Nașteri
- Edgar Ætheling, a fost proclamat rege al Angliei în 1066 dar niciodată încoronat (n. 1051)
- Mi Fu (Mi Fei), poet, caligraf și pictor chinez (d. 1107)

## Decese
- Amedeo I, conte de Savoia (n. 1016).
- Bi Sheng, inventatorul chinez al tipografiei mobile (n. 990)